# Gara Clavier
Gara Clavier este o fostă stație de pe linia 126, o cale ferată desființată aproape integral, care asigura legătura între gara Statte și gara Ciney. Stația Clavier află la aproximativ jumătatea distanței dintre cele două gări, în cătunul Clavier-Gară, care s-a dezvoltat în secolul al XX-lea în jurul gării înseși, dar care se află la circa 4 km distanță de centrul localității Clavier. 
Gara a fost dată în funcțiune pe 1 februarie 1877, odată cu inaugurarea de către compania concesionară „Hesbaye Condroz” a secțiunii Modave – Ciney a căii ferate 126. Deoarece anterior era și stația terminus a liniilor 456 (Val-Saint-Lambert – Neuville-en-Condroz – Clavier), respectiv 457 (Comblain-au-Pont – Warzée – Clavier) ale Căilor Ferate Vicinale din provincia Liège, între 1890 și 1958 gara Clavier a fost și un important nod al rețelei de transport în comun. Situată la kilometrul feroviar pk 17+500, ea a funcționat ca stație de călători până pe 11 noiembrie 1962, când circulația trenurilor de persoane între gările Huy-Sud și Ciney a fost sistată. Traficul de marfă pe secția Clavier – Hamois a fost și el suspendat în 1973, gara fiind închisă.
Clădirea principală a gării încă există în teren, însă în locul în care se afla fosta stație a căilor ferate vicinale a fost construit un magazin al rețelei SPAR.
Chiar și în prezent, fosta gară Clavier rămâne un nod important în rețelele de autobuze ale direcțiilor Liège-Verviers și Namur-Luxembourg ale TEC, operatorul de transport în comun din Regiunea Valonă. În mare, liniile de autobuz urmează aceleași trasee și circulă către aceleași destinații precum fostele tramvaie ale căilor ferate vicinale: autobuzele liniilor 126a/126b conectează orașele Huy și Ciney, în timp ce autobuzele liniei 94 conectează Clavier cu orașul Liège și cu sectorul Warzée al comunei Ouffet.